# Relations entre le Danemark et le Japon
 (juin 2022).
Si vous disposez d'ouvrages ou d'articles de référence ou si vous connaissez des sites web de qualité traitant du thème abordé ici, merci de compléter l'article en donnant les références utiles à sa vérifiabilité et en les liant à la section « Notes et références ».
Les relations entre le Danemark et le Japon désignent les relations diplomatiques entre le Danemark et le Japon.
Le Danemark a une ambassade à Tokyo et le Japon a une ambassade à Copenhague.

## Histoire
Le Japon et le Danemark ont échangé des missions diplomatiques sur une base réciproque après la signature du « Traité d'amitié, de commerce et de navigation entre le Japon et le Danemark » en 1867. Les deux pays ont depuis lors connu des rapports amicaux pendant plus d'un siècle. Les deux pays ont des liens étroits non seulement dans les domaines économiques et commerciaux, mais également dans les secteurs culturels et universitaires, et leur amitié se développe à un rythme régulier.

## Relations économiques
Les relations économiques entre le Japon et le Danemark sont bien développées et stables. Les articles principaux d'exportation du Japon vers le Danemark sont des automobiles, des motos, et des ordinateurs. Les voitures japonaises ont une part de marché d'environ 25 %. Le porc, les médicaments, la crevette, et le fromage sont les articles principaux d'exportation du Danemark vers le Japon. Les fabricants « The Lego Group » et « Novo Nordisk » font partie des compagnies qui ont réussi sur le marché japonais. Les entreprises danoises importantes, telles que A.P. Møller-Mærsk, Royal Copenhagen, et Georg Jensen, ont également fait des incursions sur le marché japonais.

## Relations politiques
Les relations entre le Japon et le Danemark ont toujours été amicales. Le dialogue politique est consolidé par des visites mutuelles au plus haut niveau, la dernière en date, la visite du Danemark par l'ancien premier ministre Jun'ichiro Koizumi en 2002 et les visites au Japon de l'ancien premier ministre Anders Fogh Rasmussen en 2002 et 2006.

## Échanges culturels
L'exposition « Japan Today » de 1995 qui a présenté différents aspects de la culture japonaise fut très populaire chez les Danois.